# Temporada 1948-1949 del Club Joventut Badalona
La temporada 1948-1949 va ser la 10a temporada en actiu del Club Joventut Badalona des que va començar a competir de manera oficial. En aquesta temporada es va proclamar campió per primera vegada del Campionat de Catalunya, en la seva XXIV edició, tot i que el club verd-i-negre hi participava en la màxima categoria des de la temporada 1941-42.

## Resultats
Campionat d'Espanya - Copa del Generalíssim
El Joventut es va classificar per disputar la fase final de la Copa del Generalíssim, una espècie de lligueta. El partit entre el Reial Madrid i el Joventut podia haver decidit el títol a favor dels verd-i-negres, però no va ser així. El partit va acabar amb empat a 57 al final del temps reglamentari, resultant guanyador el Madrid en la pròrroga. D'aquesta manera el campió va ser el Barcelona per millor bàsquet average.
Campionat de Catalunya
El Joventut es va proclamar campió del seu primer Campionat de Catalunya.
Copa General Orgaz
A quarts de final de la Copa General Orgaz la Penya va derrotar el Tarragona, i a semifinals va quedar eliminada davant el FC Barcelona.
Altres competicions
El Joventut va guanyar la Copa Hernán, eliminant a quarts de final el Círcol Católic, a semifinals la Unió Gimnàstica i a la final l'UD Montgat. També va guanyar el Torneig Vicente Bosch, derrotant l'Espanyol i el Sant Josep a quarts i semifinals respectivament, i imposant-se novament al Montgat a la final.

## Plantilla
La plantilla del Joventut aquesta temporada va ser la següent:
| Club Joventut Badalona: plantilla 1948-49 |
| Jugadors                                  |
| Marcel·lí Maneja                          |
| Josep Gubern                              |
| Jaume Bassó                               |
| Andreu Oller                              |
| Eugeni Espiga                             |
| Jacint Duñó                               |
| Carbó                                     |
| Llinás                                    |
| Alsina                                    |
| Julio Canals                              |
| Domènec Petit                             |
| Quico Martínez                            |
| Grabulosa                                 |
| Entrenador                                |
| Josep Vila                                |